# إريك نيلسن (لاعب كرة قدم)
إريك نيلسن (بالدنماركية: Erik Nielsen)‏ هو لاعب كرة قدم دنماركي، ولد في 12 ديسمبر 1937. شارك مع منتخب الدنمارك لكرة القدم.